# Мария Йозефа Австрийска (1699 – 1757)
Мария Йозефа Австрийска, с рождено име Мария Йозефа Бенедикта Антония Терезия Ксаверия Филипина Австрийска (на немски: Maria Josepha Benedikta Antonia Theresia Xaveria Philippine von Österreich; на полски: Maria Józefa Habsburżanka; * 8 декември 1699, Виена; † 17 ноември 1757, Дрезден) от династията Хабсбурги, е ерцхерцогиня на Австрия и чрез женитба курфюрстиня на Саксония и кралица на Полша.

## Биография
Тя е голямата дъщеря на император Йозеф I и съпругата му Вилхелмина Амалия фон Брауншвайг-Люнебург. По-малкият ѝ брат Леополд Йозеф умира като малко дете през 1701 г. По-малката ѝ сестра Мария Амалия е съпруга на по-късния император Карл VII.
Мария Йозефа се сгодява на 26 февруари 1718 и се омъжва на 20 август 1719 г. във Виена за Фридрих Август II (1733 – 1763), курфюрст на Саксония, крал на Полша (като Август III) и велик княз на Литва. Тя научава полски и участва в управлението, политически е активна, посещава съвещания в народното събрание.
След нахлуването на Прусия в Саксония през 1756 г. нейният съпруг отива в Полша. Мария Йозефа остава в Дрезден и умира от удар на 17 ноември 1757 г. на 58 години. Погребана е в гробницата на Ветините в католическата дворцова църква в Дрезден.
- Мария Йозефа Австрийска
- Мария Йозефа като кралица на Полша

## Деца
Мария Йозефа и Август III имат няколко деца:
- Фридрих Август Франц Ксавер (1720 – 1721)
- Йозеф Август Вилхелм Фридрих Франц Ксавер Йохан Непомук (1721 – 1728)
- Фридрих Кристиан (1722 – 1763), курфюрст на Саксония
- мъртвородена дъщеря (*/† 23 юни 1723, Дрезден)
- Мария Амалия (1724 – 1760), ∞ Карл, херцог на Парма и Пиаченца, крал на Испания, Неапол и Сицилия
- Мария Маргарета Франциска Ксаверия (1727 – 1734)
- Мария Анна (1728 – 1797), ∞ Максимилиан III Йозеф, курфюрст на Бавария
- Франц Ксавер (1730 – 1806), граф на Лаузиц, администратор на Саксония
- Мария Йозефа (1731 – 1767), ∞ Луи Фердинанд дьо Бурбон, дофин на Франция
- Карл Кристиан (1733 – 1796), херцог на Курландия и Семгален
- Мария Кристина (1735 – 1782), Щернкройцордендама и княжеска абатеса на Ремиремонт
- Мария Елизебет (1736 – 1818), Щернкройцордендама
- Алберт Казимир (1738 – 1822), херцог на Тешен и генерал-щатхалтер на Австрийска Нидерландия
- Клеменс Венцеслаус (1739 – 1812), архиепископ на Трир, епископ на Аугсбург
- Мария Кунигунда (1740 – 1826), княжеска абатеса на Торн и Есен